# Colletes warnckei
Colletes warnckei är en biart som beskrevs av Kuhlmann 2002. Colletes warnckei ingår i släktet sidenbin, och familjen korttungebin. Inga underarter finns listade i Catalogue of Life.